# Érsek-Obádovics Mercédesz
Érsek Mercédesz (Budapest, 1982. december 14. –) magyar színésznő, rendező, forgatókönyvíró, fotós, segédoperatőr, rendezőasszisztens, művészet-igazgatási menedzser, kiadóvezető.

## Életpályája
6 és 12 éves kora között az Arany 10 Musical Stúdió növendéke volt, ahol Bence Ilona, Böröndi Tamás, Jeszenszky Endre, Bakó Gábor és Csányi László tanítványa volt. 1988-tól gyerekszereplőként játszott Malek Andrea mellett az Evita című előadásban a Rock Színházban. Érettségiéig a Földessy Margit Drámastúdióba járt. A színművészeti főiskolára Balkay Géza készítette fel.
2002–2006 között a Színház- és Filmművészeti Egyetem hallgatója volt Jordán Tamás és Lukáts Andor osztályában. Ezután a Mafilm-ben szerzett HSC segédoperatőr / focuspuller OKJ-s végzettséget, a Színház- és Filmművészeti Egyetemen Filmrendezői és rendezőasszisztensi mesterkurzust, majd a Magyar Író Akadémián Filmrendezői Mesterkurzust végzett. A Magyar Fotográfus Alapítvány Fotóiskola Alkotói fotográfia szakára is járt, majd 2017-ben végzett a Károli Gáspár Református Egyetem Bölcsészettudományi Kar Művészeti igazgatás és művészetmenedzsment szakirányú továbbképzési szakán.
2006–2009 között a budapesti Katona József Színházban játszott, majd szabadúszóként, több színházban és társulatban szerepelt. 2012–2013-ban a Győri Nemzeti Színház tagja volt. 2013–2017 között a kaposvári Csiky Gergely Színházban és a Pécsi Nemzeti Színházban játszott. Tagja volt a Bodó Viktor által indított Szputnyik Hajózási Társaságnak, majd később a KOMA Társulatnak. 2018-ban elnyerte a legjobb színésznőnek járó díjat Párizsban Hakan Sagiroglu: Eric című filmjében nyújtott alakításáért.
Színházi munkái mellett számos filmben dolgozott különböző pozíciókban, illetve hozott létre saját művészeti projekteket, kiállításokat. Elröppent illúziók címmel kísérleti kisjátékfilmet rendezett, amelyet beválogattak a 38. Magyar Filmszemle versenyprogramjába 2007-ben, majd a Volgográdi Filmfesztiválon közönségdíjas lett.
Ulrich Hub: Az utolsó bárány című fordításáért a HUBBY – Magyar Gyerekkönyv Fórum és a Libri – Év Gyerekkönyve Díj fordítói kategóriájában 2021-ben „Az Év Fordítója” díját nyerte el .
Nagyapja Obádovics J. Gyula, matematikus.
Rokonság fűzi Arany János költőhöz és Markó Károly festőművészhez.

## Fontosabb színházi szerepei
- Béres Attila – Novák János – Erich Kästner: A Két Lotti (Anya) – 2016 – rendező: Kőváry Katalin – Csiky Gergely Színház
- Barta Lajos: Szerelem (Fuchsné, Háziasszonya) – 2015 – rendező: Guelmino Sándor – Csiky Gergely Színház Kaposvár
- Lutz Hübner: Becsületbeli ügy (Ellena) – 2015 – rendező: Fándly Csaba – Csiky Gergely Színház Kaposvár
- Stendhal-Tolcsvay-Müller: Vörös és Fekete (Elisa) – 2015 -rendező: Funtek Frigyes – Csiky Gergely SzínházKaposvár
- Fésűs Éva: Ajnácska (Rozi, Szolgáló A Palotában) – 2015 – rendező: Tóth Géza – Csiky Gergely Színház Kaposvár
- Bornemisza Péter: Magyar Elektra (Chrisothemis, Elektrának Húga) – 2014 – rendező: Horváth Csaba – Csiky Gergely Színház Kaposvár
- Harold Pinter: Születésnap (Lulu ) – 2014 – rendező: Funk Iván – Pécsi Nemzeti Színház
- Molnár Ferenc: Az Ibolya (Márkus Kisasszony) – 2014 – rendező: Rátóti Zoltán – Csiky Gergely Színház Kaposvár
- Molnár Ferenc: Egy, Kettő, Három (Lydia) – 2014 – rendező: Rátóti Zoltán – Csiky Gergely Színház Kaposvár
- Dömötör Tamás: Nemzeti Vegyesbolt (Mária & Rendőr) – 2013 – rendező: Dömötör Tamás – KOMA Bázis
- Litvai Nelli: Világszép Nádszálkisasszony / Lukrécia , Hajnal – 2013 – Rendező: Funtek Frigyes – Csiky Gergely Színház Kaposvár
- Victor Hugo: A Nevető Ember (Josiana Hercegnő, Anna Húga) – 2012 – Rendező: Forgács Péter – Győri Nemzeti Színház
- Bródy Sándor: A Tanítónő (Tanítónő) – 2012 – Rendező: Ács János – Győri Nemzeti Színház
- Szabó Magda: Abigél (Kis, Hetedik Osztályos Tanuló, Kis, Hetedik Osztályos Tanuló) – 2012 – Rendező: Szikora János – Városmajori Szabadtéri Színpad
- Sofi Oksanen: Tisztogatás (A Fiatal Aliide Truu) – 2011 – Rendező: Sopsits Árpád – Budapesti Kamaraszínház Shure Stúdió
- Patrick Marber: Closer – Közelebb (Anna) – 2011 – Rendező: Sopsits Árpád – Merlin Színház
- Saara Turunen: Puputyttö- Nyuszilány (Nővér, Cicibomba, Kórus, Nő, Királylány) – 2010 – Rendező: Aleksis Meaney – Sirály, Nyíregyháza Móricz Zsigmond Színház
- The Cloud (Lou) – 2010 – Rendező: Luc van Loo, Ardai Petra – De Brakke Ground – AMSTERDAM
- Jane Austen: Büszkeség És Balítélet (Jane) – 2009 – Rendező: Karinthy Márton – Karinthy Színház
- Worldwideheroshow (A jövő hőse) – 2009 – Rendező: Ardai Petra – Trafó Kortárs Művészetek Háza
- Gogol: Holt lelkek (színész) – 2008 – Rendező: Bodó Viktor – Szputnyik Hajózási Társaság
- Üres keret szignálva (színész) – 2008 – Rendező: Néder Panni – AKKU
- Színről Színre (táncosnő) – 2007 -Rendező: Bogdán Viki – MU Színház
- TÁP Színház: Minden rossz Varieté -2007-2009- színész – Rendező: Vajdai Vilmos
- Sáry László: Remek hang a futkosásban – 2006 – Rendező: Sáry László, Máté Gábor – Katona József Színház
- Térey János – Papp András: Kazamaták (Titkárnő) – 2006 – Rendező: Gothár Péter – Katona József Színház
- Szív-Cirkusz Varieté (Fürdőző Lány) – 2006 – Rendező: Can Togay, Kari Györgyi – A38 hajó
- Bertolt Brecht: Puntila úr és szolgája, Matti (Szeszcsempész Emma) – 2005 – Rendező: Máté Gábor – Katona József Színház
- William Congreve: Így él a világ (Mrs. Hamish) – 2005 – Rendező: Ascher Tamás – Katona József Színház
- J. N. Nestroy: A talizmán (Szalome a libapásztorlány) – 2005 – Rendező: Máté Gábor – Katona József Színház
- Vinnai András-Bodó Viktor: "Ledarálnakeltűntem" (Bürstner kisasszony) – 2005 – Rendező: Bodó Viktor – Katona József Színház KAMRA
- Kukorelly Endre: Élnek Még Ezek? (Ancsi) – 2005 – Rendező: Máté Gábor – Katona József Színház KAMRA
- Tasnádi István: Rovarok (Necrophorus Vespillo a Nagy temetőbogár) – 2005 – Rendező: Méhes László, Kocsis Gergő
- Claudio Monteverdi: Poppea Megkoronázása (Drusilla, Udvarhölgy ) – 2005 – Rendező: Fischer Iván, Lukáts Andor
- 44 FEET / táncosnő – 2005 – Rendező: Ladányi Andrea
- Szép Ernő: Kávécsarnok (Nő 1.) – 2005 – Rendező: Funk Iván
- W.Shakespeare: Hamlet (Gertrúd) – 2005 – Rendező: Lukáts Andor
- Szép Ernő: Gusztinak megjött az esze (Eszti, cselédlány) – 2005 – Rendező: Göttinger Pál
- Euripidész: Élektra (Élektra) – 2004 – Rendező: Lukáts Andor
- Euripidész: Hippolütosz (Aphrodité) – 2004 – Rendező: Lukáts Andor
- Kapecz Zsuzsa, Gothár Péter: Diótörő (Helén néni, Egérfül) – 2004 – Rendező: Jordán Tamás – Nemzeti Színház

## Egyéb színházi munkái
- 2009 VÉSZKIJÁRAT-EXIT / rendező, író, látvány tervező

Sanyi és Aranka Színház és Opera Budapest
- 2007 Színről Színre / táncosnő, videóinstalláció-látvány

Rendező: Bogdán Viki
MU Színház
- 2009 Karel Capek: Harc a szalamandrákkal / vizuális látvány

Rendező: Géczi Zoltán
Stúdió K

## Filmes, televíziós munkái

### Film – színészként
- 2003 Ébredés

Rendező: Szabó Iván (magyar kisjátékfilm)
- 2005 Egy meghatározatlan idejű együttlétről

Rendező: Horváth Lili (magyar kisjátékfilm)
- 2005 Másik hajnal

Rendező: Horváth Edina (magyar kisjátékfilm)
- 2006 Vakáció

Rendező: Horváth Lili (magyar kisjátékfilm)
- 2006 Uszodai tolvaj

Rendező: Horváth Lili (magyar kisjátékfilm)
- 2006 "4 x 100" / Hóvirág

Rendező: Dobray György (magyar TV film)
- 2007 A talizmán / Szalome

Rendező: Máté Gábor (magyar TV film)
- 2007 Hanna / Hanna

Rendező: Lakos Nóra (magyar kisjátékfilm)
- 2007 Márió, a varázsló

Rendező: Almási Tamás (magyar játékfilm)
- 2007 Lányok

Rendező: Faur Anna (magyar játékfilm)
- 2008 Bibliotec Pascal (magyar játékfilm)

Rendező: Hajdú Szabolcs
- 2008 Red / Vörös (angol, magyar kisjátékfilm)

Rendező: Szabó Iván
- 2008 Juliette (magyar játékfilm) / Juliette

Rendező: Szirtes András
- 2009 Exitium (magyar kisjátékfilm) / Anya

Rendező: Sopsits Árpád
- 2009 Die Wanderhure (német Tv film) / Fita

Rendező: Hansjörg Thurn
- 2013 Robert Capa (magyar kisjátékfilm)

Rendező: Sopsits Árpád
- 2014 Jóban rosszban (Tv filmsorozat szereplő)
- 2014 Imhaus reklámfilm sorozat ( 5 rész )
- 2015 Barátok Közt (filmsorozat) / Mátyus Aranka
- 2015 Válótársak (filmsorozat) / Barátnő
- 2016 Hakan Sagiroglu: Eric / Anya
- 2016 Pálfi György: Hősök 1956 / Partizán nő
- 2017 Szász Attila: Örök tél / Konyháslány
- 2018 Dobray György: Farsang / Nő
- 2021 Pálfi György: Mindörökké / A nő[6]

### Film – egyéb beosztásokban
2004 A feleség, a szerető, a férj és a barát- Rendező (magyar kisjátékfilm)
2006 Elröppent illúziók- Rendező, Forgatókönyvíró (magyar kisjátékfilm)
38. Magyar Filmszemle
Volgograd International Film Festival
Cinefest
2006 Uszodai tolvaj – Segédoperatőr (magyar kisjátékfilm)
Rendező: Horváth Lili (magyar kisjátékfilm)
2007 Diótörő – Segédoperatőr (orosz, amerikai, magyar nagyjátékfilm)
Rendező: Andrej Szergejevics Koncsalovszkij
2007 Átalakulások – Gyártásvezető (magyar kisjátékfilm)
Rendező: Kasvinszki Attila
2008 Kék és Zöld – Rendező, Forgatókönyvíró (magyar kisjátékfilm)
2008 Holiday Island – Rendező (magyar kisjátékfilm)
2008 Juliette – Forgatókönyvíró (magyar játékfilm)
Rendező: Szirtes András
41. Magyar Filmszemle
2008 QUICK – 1. Rendezőasszisztens (magyar kisjátékfilm)
Rendező: Pápai Pici
2008 Coming out / Vallomás – 1. Rendezőasszisztens (magyar kisjátékfilm)
Rendező: Pápai Pici
2008 Kínai hó – 1. Rendezőasszisztens (magyar kisjátékfilm)
Rendező: Pápai Pici
2008 Chio Chips – 1. Rendezőasszisztens (reklám)
2008 Az ulmi szabó – 1. Rendezőasszisztens (magyar kisjátékfilm)
Rendező: Maly Róbert
2009 Diótörő- Segédoperatőr (angol-magyar-orosz nagyjátékfilm)
rendező: Andrei Konchalovsky
2009 Állomás (II. évad) – 2. Rendezőasszisztens (magyar TV játék -14 rész)
Rendező: Pajer Róbert, Balogh Zsolt
2009 Részlet – Segédoperatőr (magyar kisjátékfilm)
Rendező: Gothár Péter
2009 DONNA – Segédoperatőr (reklám)
2010 Mentsük meg az Art mozikat! (video)
Rendező, Operatőr, Vágó
2011 Triumph Fashion Show (video)
Operatőr, Vágó

## Fotós munkái
Fotós munkái könyvekben:
- Bárándy Gergő: Velence fénykora (2008)
- Baki Ádám: Zoom in (2008)
- Madocsai Eszter: Do-In (2009)
- Illés Andrea: Magyarország Világörökségei (2010)
- Szabó Csilla: Joshi Bharat világkonyhája (2012)
- József Attila: Csoszogi, az öreg suszter (2013)
- Illés Andrea: Pillantás Magyarországra (2013)
- Móra Ferenc: A didergő király (2014)

Plakátfotó: Psyché – Rendező: Sopsits Árpád – Gyulai Várszínház

## Kiállításai
- Magányosság-járvány (Fotocella-Vörösmarty kiállító terem)(2006)
- Falra színészek! – (Lengyel Intézet – Művész Pince) (2007)
- Me / Myself & I – (Millenáris Park- Piros-Fekete Galéria) (2009)
- Me / Myself & I – (Before Exhibition Gallery) (2010)

## Díjai, elismerései
- 2007 Volgograd International Film Festival – Legjobb kisjátékfilm közönségdíj

Elröppent illúziók – Rendező, forgatókönyvíró (magyar kisjátékfilm)
- 2015 Felolvasószínházi Maraton Kaposvár / Legjobb színészi alakítás
- 2018 Excuse My French – Indie Film Fest Paris – Best Actress Prize
- 2021 HUBBY – Magyar Gyerekkönyv Fórum & Libri – Az Év Fordítója Díj[7]

## Egyéb munkái könyvekben
- David Prakel: Fekete-fehér fotózás / szaktanácsadó
- David Prakel: Expozíció / szaktanácsadó
- Illés Andrea, Pók Attila: Pillantás Magyarországra / szakíró

### Kötetei
- Mirabáj csodálatos világa, Scolar Kiadó, Budapest, 2020)[8] – illusztrált mesekönyv
- Az angyalok nem sírnak, Scolar Kiadó, Budapest, 2021 (Scolar live sorozat)[9] – verseskötet
- Bakancslista – párban (Életre szóló kalandok szerelmeseknek, volt szerelmeseknek és leendő szerelmeseknek), 2021[10] – útikönyv

### Hangoskönyv
- 2015 Eline Snel: Ülj figyelmesen mint egy béka / Mindfulness gyakorlatok gyerekeknek és szüleiknek[11]
- 2016 Eline Snel: Tartsd őket közel, de ne túl szorosan / Mindfulness kamasz gyerekek szüleinek[12]
- 2023 Rubintos mesekönyv – A legszebb magyar népmesék[13]

### Fordítás
- 2018 Susanne Gernhäuser: Az én nagy képes szótáram – Állatok[14]
- 2018 Susanne Gernhäuser: Rakd és vidd![15]
- 2019 Susanne Gernhäuser: A járművek varázslatos világa[16]
- 2019 Susanne Gernhäuser: A járművek világa – Vonattal utazunk[17]
- 2019 Marc-Uwe Kling: A nap, amikor a nagymama tönkretette az internetet[18]
- 2019 Irmgard Kramer: Oroszlán a karácsonyfa alatt[19]
- 2020 Az én vakációs rejtvényfüzetem – Lányoknak[20]
- 2020 Az én vakációs rejtvényfüzetem – Fiúknak[21]
- 2020 Ulrich Hub: Az utolsó bárány[22]
- 2020 Marc-Uwe Kling: Tavaszapó[23]
- 2021 Marc-Uwe Kling: A nap, amikor a nagypapa tönkretette a vízforralót[24]
- 2021 Rachel Bright – Jim Field: A benned élő oroszlán[25]
- 2021 Andrea Schütze: A világ legdrágább kincse[26]
- 2021 Kobi Yamada: Lehet [27]
- 2021 Hannelore Dierks: Meséld el a karácsony történetét![28]
- 2022 Sandra Grimm: Mókás ujjas játék könyv – Állatok[29]
- 2022 Helmut Spanner: Én vagyok a kiscica[30]
- 2022 Regina Schwarz: A húsvéti nyuszi ajándéka[31]
- 2022 Sabine Cuno: Tanyasi bújócska[32]
- 2022 Bernd Penners: Boldog karácsonyt, kedves állatkák![33]
- 2022 Marc-Uwe Kling: A nap, amikor Apa egy kényes témáról akart beszélgetni[34]
- 2022 Kathrin Lena Orso: Vajon hol lehet...? Az én tűzoltóságom – Keresőkönyv[35]
- 2022 Kathrin Lena Orso: Vajon hol lehet...? Az én építkezésem – Keresőkönyv[36]
- 2022 Ulrich Hub: Sánta kacsa, vak tyúk[37]